# Anneliese Michel
Anneliese Michel (Leiblfing, 21 september 1952 – Klingenberg am Main, 1 juli 1976) was een Duitse vrouw die geloofde dat ze bezeten werd door diverse demonen. Ze groeide op in een katholiek milieu en stond bekend als lief en vrolijk.

## Gebeurtenissen
Anneliese Michel was een gelukkig meisje in die tijd totdat haar leven begon te veranderen. Op haar zestiende werd Michel opgenomen in het ziekenhuis na een aantal black-outs en werd door medici epilepsie als diagnose gesteld. Na een tijdje begon ze depressief en vreemd gedrag te vertonen, waaronder het vermijden van afbeeldingen van Christus. In de jaren daarop ging haar toestand sterk achteruit. Daarbij begon ze demonische schepselen waar te nemen met verschillende uitspraken. Na een periode weigerde ze al het voedsel dat haar werd voorgezet. In plaats daarvan dronk ze haar eigen urine en begon ze dode vogels, vliegen en spinnen te eten. Uiteindelijk stierf ze op 23-jarige leeftijd aan een longontsteking in combinatie met ernstige ondervoeding en uitdroging.
Nadat alle medische hulp die was ingeroepen niet bleek te werken, werd de hulp van twee priesters ingeroepen voor een duivelsbezwering als laatste toevlucht, maar dit mocht ook niet baten.
Haar ouders en de priesters werden veroordeeld wegens nalatigheid en kregen zes maanden gevangenisstraf en drie jaar voorwaardelijk. Na haar dood vertelden mensen hoe ze over haar dachten. Dit werk werd tevens verfilmd.
In 1978 werd het lichaam van Michel opgegraven, nadat een non bekendmaakte dat ze in een visioen had gezien dat Michels lichaam niet wilde ontbinden. De ouders van Michel lieten haar lichaam uit de grond halen, onder het mom dat ze haar een mooie doodskist wilden geven in plaats van het goedkope exemplaar dat ze bij haar overlijden hadden gekozen. In werkelijkheid wilden ze bewijzen dat hun dochter werkelijk bezeten was geweest. Maar toen haar stoffelijke resten van de ene kist naar de andere werden verplaatst, bleek dat er wel degelijk een normaal ontbindingsproces had plaatsgevonden.

## Film
Er bestaan drie films die enigszins gebaseerd zijn op de gebeurtenissen rondom het leven van Michel: The Exorcism of Emily Rose (2005),  Requiem (2006) en Anneliese: The Exorcist Tapes (2011).

## Muziek
Op het album 'Afscheid in Kloten' (2016) van Maurits Pauwels (een alter ego van muzikant Mauro Pawlowski) staat het nummer 'Anneliese Michel' dat het verhaal van dit meisje vertelt. 